# Чемпіонат світу з легкої атлетики 2017 — біг на 1500 метрів (жінки)

Фініш

Змагання з бігу на 1500 метрів серед жінок на Чемпіонаті світу з легкої атлетики 2017 у Лондоні проходили 4, 5 і 7 серпня на Олімпійському стадіоні.

## Рекорди
На початок змагань основні рекордні результати були такими:
| WR | Гензебе Дібаба Ефіопія  | 3.50,07 | Фонв'єй Монако     | 17 липня 2015  |
| CR | Тетяна Томашова Росія   | 3.58,52 | Сен-Дені Франція   | 31 серпня 2003 |
| WL | Сіфан Гассан Нідерланди | 3.56,14 | Генгело Нідерланди | 11 червня 2017 |

## Розклад
| Дата          | Час початку | Стадія    |
| ------------- | ----------- | --------- |
| 4 серпня 2017 | 19:35       | Забіги    |
| 5 серпня 2017 | 19:35       | Півфінали |
| 7 серпня 2017 | 21:50       | Фінал     |

Вказаний місцевий час (UTC+0)

## Результати

### Забіги
Умови кваліфікації до наступного раунду: перші шестеро з кожного забігу (Q) та шестеро найшвидших за часом з тих, які посіли у забігах місця, починаючи з сьомого (q).
Забіг 1
| Місце | Атлетка           | Країна          | Час     | Примітки |
| ----- | ----------------- | --------------- | ------- | -------- |
| 1     | Гензебе Дібаба    | Ефіопія         | 4.02,67 | Q        |
| 2     | Кастер Семеня     | ПАР             | 4.02,84 | Q, SB    |
| 3     | Вінні Чебет       | Кенія           | 4.03,19 | Q        |
| 4     | Ангеліка Ціхоцька | Польща          | 4.03,27 | Q        |
| 5     | Рабабе Арафі      | Марокко         | 4.03,67 | Q        |
| 6     | Джессіка Джадд    | Велика Британія | 4.03,74 | Q, PB    |
| 7     | Кейт Грейс        | США             | 4.04,76 | q        |
| 8     | Ніколь Сіфуентес  | Канада          | 4.05,24 | q, SB    |
| 9     | Зої Бакмен        | Австралія       | 4.05,44 | q        |
| 10    | Фанту Ворку       | Ефіопія         | 4.05,81 | PB       |
| 11    | Марта Перес       | Іспанія         | 4.05,82 | PB       |
| 12    | Амела Терзич      | Сербія          | 4.08,55 |          |
| 13    | Сіара Магіан      | Ірландія        | 4.10,66 |          |
|       | Сімона Врзалова   | Чехія           | DNF     |          |

Забіг 2
| Місце | Атлетка                   | Країна          | Час     | Примітки |
| ----- | ------------------------- | --------------- | ------- | -------- |
| 1     | Сіфан Гассан              | Нідерланди      | 4.08,89 | Q        |
| 2     | Дженніфер Сімпсон         | США             | 4.08,92 | Q        |
| 3     | Гудаф Цегай               | Ефіопія         | 4.08,96 | Q        |
| 4     | Лора М'юр                 | Велика Британія | 4.08,97 | Q        |
| 5     | Маліка Аккауї             | Марокко         | 4.09,05 | Q        |
| 6     | Ганна Кляйн               | Німеччина       | 4.09,32 | Q        |
| 7     | Каролін Б'єркелі Гровдаль | Норвегія        | 4.09,56 |          |
| 8     | Марта Пен Фрейташ         | Португалія      | 4.10,22 |          |
| 9     | Лінден Холл               | Австралія       | 4.10,51 |          |
| 10    | Клаудія Бобоча            | Румунія         | 4.11,20 |          |
| 11    | Мер'єм Акдаг              | Туреччина       | 4.12,51 |          |
| 12    | Шейла Рейд                | Канада          | 4.13,12 |          |
| 13    | Джуді Кійєнг              | Кенія           | 4.13,65 |          |
| 14    | Естер Чебет               | Уганда          | 4.14,12 |          |
| 15    | Еліан Сахолініріна        | Мадагаскар      | 4.23,56 | SB       |

Забіг 3
| Місце | Атлетка                  | Країна          | Час     | Примітки |
| ----- | ------------------------ | --------------- | ------- | -------- |
| 1     | Фейт Кіп'єгон            | Кенія           | 4.03,09 | Q        |
| 2     | Мераф Бахта              | Швеція          | 4.03,23 | Q        |
| 3     | Софія Еннауї             | Польща          | 4.03,35 | Q, SB    |
| 4     | Лора Вейтман             | Велика Британія | 4.03,50 | Q        |
| 5     | Бесу Садо                | Ефіопія         | 4.03,55 | Q        |
| 6     | Констанце Клостергальфен | Німеччина       | 4.03,60 | Q        |
| 7     | Габріела Стаффорд        | Канада          | 4.04,55 | q, PB    |
| 8     | Сара Вон                 | США             | 4.04,56 | q, PB    |
| 9     | Сара Макдональд          | Велика Британія | 4.05,48 | q, PB    |
| 10    | Соланж Перейра           | Іспанія         | 4.06,63 |          |
| 11    | Джорджія Гріффіт         | Австралія       | 4.08,99 |          |
| 12    | Маргеріта Маньяні        | Італія          | 4.09,15 |          |
| 13    | Мюріель Конео            | Колумбія        | 4.11,98 | SB       |
| 14    | Тамара Армуш             | Йорданія        | 4.21,81 |          |
| 15    | Ангеліна Наді            | ART             | 4.33,54 | PB       |

### Півфінали
Умови кваліфікації до наступного раунду: перші п'ятеро з кожного забігу (Q) та двоє найшвидших за часом з тих, які посіли у забігах місця, починаючи з шостого (q).
Забіг 1
| Місце | Атлетка           | Країна          | Час     | Примітки |
| ----- | ----------------- | --------------- | ------- | -------- |
| 1     | Фейт Кіп'єгон     | Кенія           | 4.03,54 | Q        |
| 2     | Лора М'юр         | Велика Британія | 4.03,64 | Q        |
| 3     | Кастер Семеня     | ПАР             | 4.03,80 | Q        |
| 4     | Ангеліка Ціхоцька | Польща          | 4.03,96 | Q        |
| 5     | Ганна Кляйн       | Німеччина       | 4.04,45 | Q        |
| 6     | Гензебе Дібаба    | Ефіопія         | 4.05,33 | q        |
| 7     | Рабабе Арафі      | Марокко         | 4.05,75 | q        |
| 8     | Зої Бакмен        | Австралія       | 4.05,93 |          |
| 9     | Ніколь Сіфуентес  | Канада          | 4.07,92 |          |
| 10    | Джессіка Джадд    | Велика Британія | 4.10,14 |          |
| 11    | Кейт Грейс        | США             | 4.16,70 |          |
| 12    | Гудаф Цегай       | Ефіопія         | 4.22,01 |          |

Забіг 2
| Місце | Атлетка                  | Країна          | Час     | Примітки |
| ----- | ------------------------ | --------------- | ------- | -------- |
| 1     | Сіфан Гассан             | Нідерланди      | 4.03,77 | Q        |
| 2     | Мераф Бахта              | Швеція          | 4.04,04 | Q        |
| 3     | Дженніфер Сімпсон        | США             | 4.05,40 | Q        |
| 4     | Софія Еннауї             | Польща          | 4.05,63 | Q        |
| 5     | Маліка Аккауї            | Марокко         | 4.05,73 | Q        |
| 6     | Софія Еннауї             | Польща          | 4.05,80 |          |
| 7     | Вінні Чебет              | Кенія           | 4.06,29 |          |
| 8     | Констанце Клостергальфен | Німеччина       | 4.06,58 |          |
| 9     | Сара Макдональд          | Велика Британія | 4.06,73 |          |
| 10    | Сара Вон                 | США             | 4.06,83 |          |
| 11    | Бесу Садо                | Ефіопія         | 4.07,65 |          |
| 12    | Габріела Стаффорд        | Канада          | 4.08,51 |          |

### Фінал
| Місце | Атлетка           | Країна          | Час     | Примітки |
| ----- | ----------------- | --------------- | ------- | -------- |
| 1     | Фейт Кіп'єгон     | Кенія           | 4.02,59 |          |
| 2     | Дженніфер Сімпсон | США             | 4.02,76 |          |
| 3     | Кастер Семеня     | ПАР             | 4.02,90 |          |
| 4     | Лора М'юр         | Велика Британія | 4.02,97 |          |
| 5     | Сіфан Гассан      | Нідерланди      | 4.03,34 |          |
| 6     | Лора Вейтман      | Велика Британія | 4.04,11 |          |
| 7     | Ангеліка Ціхоцька | Польща          | 4.04,16 |          |
| 8     | Рабабе Арафі      | Марокко         | 4.04,35 |          |
| 9     | Мераф Бахта       | Швеція          | 4.04,76 |          |
| 10    | Маліка Аккауї     | Марокко         | 4.05,87 |          |
| 11    | Ганна Кляйн       | Німеччина       | 4.06,22 |          |
| 12    | Гензебе Дібаба    | Ефіопія         | 4.06,72 |          |